# Filtre à eau
 (octobre 2023).
Si vous disposez d'ouvrages ou d'articles de référence ou si vous connaissez des sites web de qualité traitant du thème abordé ici, merci de compléter l'article en donnant les références utiles à sa vérifiabilité et en les liant à la section « Notes et références ».
Pour les articles homonymes, voir Filtre.
Un filtre à eau est composé d'un système de filtration qui vise à séparer l'eau des particules solides (résidus) en la faisant passer à travers un milieu poreux, ce qui ne laisse passer que les liquides et les particules solides plus fines que les trous du filtre (porosité). L'eau qui ressort de ce système de filtration est débarrassée des particules solides plus grosses que les pores du filtre.
Certains filtres à eau sont prévus pour rendre l'eau potable (filtration très fine, inférieure à la taille d'un microbe). Certains filtres sont portables pour pouvoir être utilisés lors de randonnées pour produire de l'eau potable à partir du liquide prélevé dans les cours d'eau, ou pour adoucir l'eau (ex : carafe filtrante).
Les différents types de filtres à eau existants sont nombreux et plus ou moins onéreux, les filtres à eau les plus performants sont les filtres à eau sous évier, qui filtre à l'aide de cartouche de filtration, qui sont souvent peu chère et facile d'utilisation.
L'eau traverse les filtres soit par gravité « c'est-à-dire par l'écoulement naturel du liquide au travers du filtre de haut en bas » soit à l'aide d'une pompe.

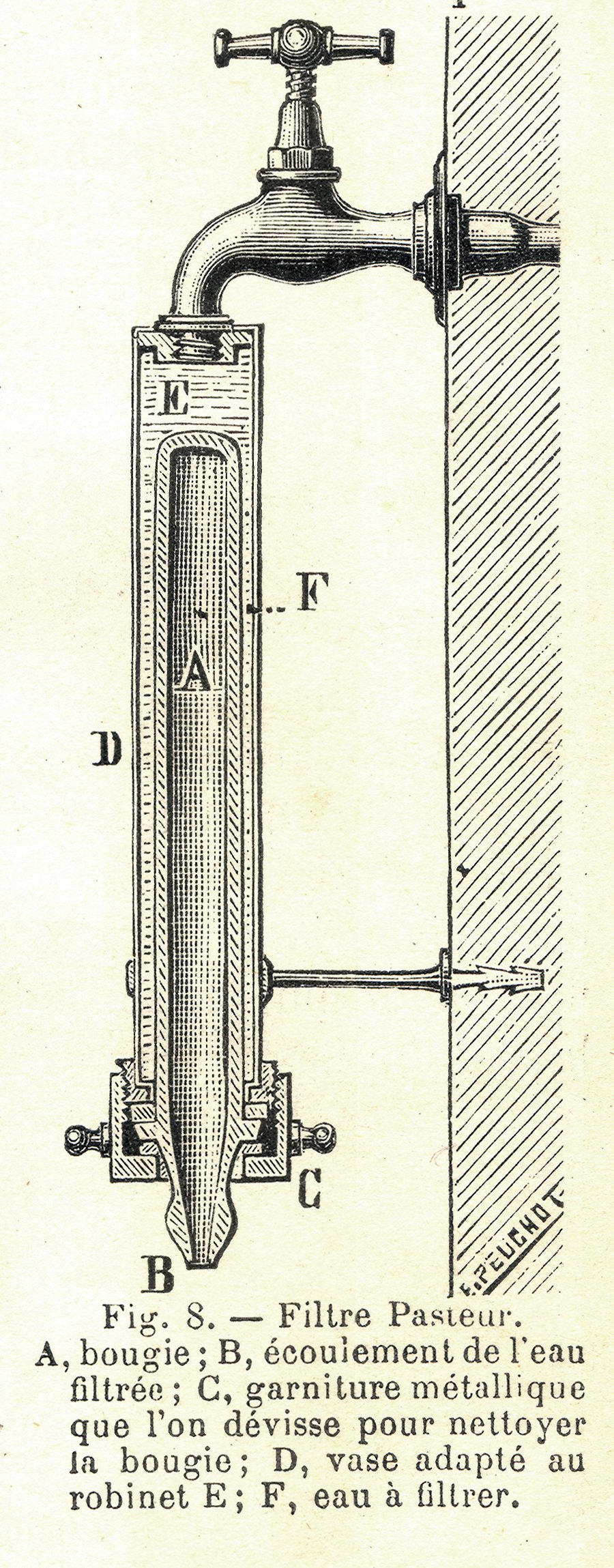
Filtre à eau de Pasteur (1906).

## Types de filtre

### Filtration en surface

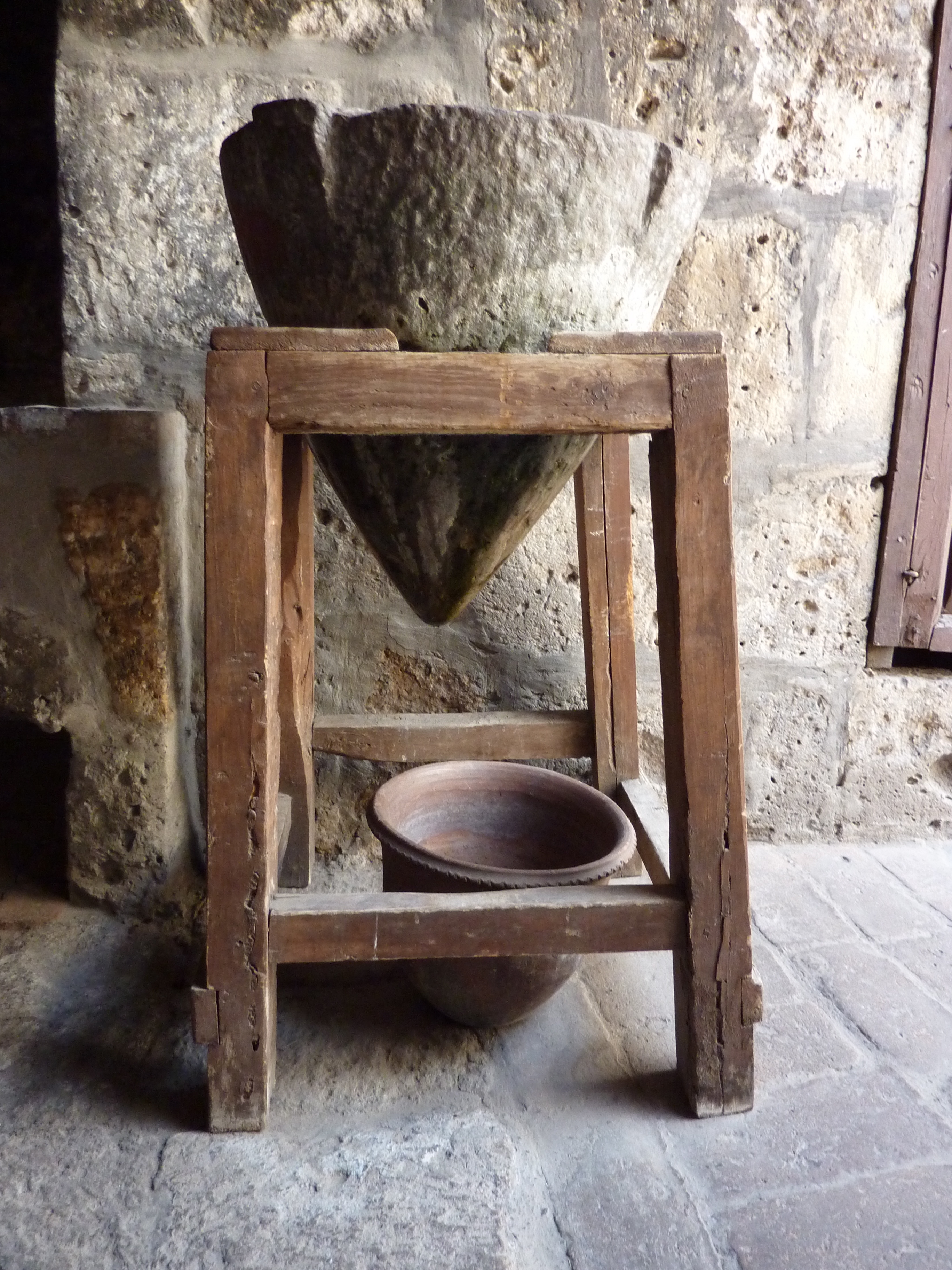
Pierre poreuse creusée en forme de cône (Couvent de Santa Catalina, Arequipa, Pérou.

Coupe d'un filtre à eau moderne.

La filtration en surface retient les particules à la surface du filtre formant un résidu de plus en plus important au cours du temps. Les particules étant retenues par le filtre, cette technique est limitée par l'accumulation des particules à sa surface, qui finissent peu à peu par le boucher, ce qui nécessite de le nettoyer, voire de le remplacer.
Filtres en pierreLa porosité de certaines pierres permet un filtrage de l'eau.
Filtre en céramiqueInventé par Henry Doulton en 1827, a servi à combattre et éradiquer une épidémie de choléra et de typhoïde. Actuellement, les filtres en céramique se présentent sous la forme de cartouches filtrantes possédant une porosité de 0,2 à 0,5 μm.

### Filtration en profondeur
Dans la filtration en profondeur, les particules sont retenues à l'intérieur du filtre et ne forment donc pas de gâteau en surface, le colmatage s'effectue ainsi beaucoup moins vite. Cependant, cette technique est réservée à la filtration des très petites particules, d'une taille allant du nanomètre jusqu'au micromètre.
Filtre en papierLes filtres en papier sont utilisées pour filtrer l'eau dans les cafetières, les bassins de jardin et les piscines de petite dimension. Pour la plupart, ils ne sont pas lavables et réutilisables.
Filtre à sableLe filtre à sable permet de retenir toutes les particules trop grosses pour le traverser. Il est généralement recommandé d'utiliser du sable entre 0,4 et 1,2 mm de diamètre. La qualité de la filtration peut être améliorée par l'ajout de floculant qui réduit les espaces entre les grains de sable. Les filtres à sable doivent être régénérés régulièrement, pour qu'il ne se colmate pas, en inversant le sens de passage de l'eau dans le filtre (de la piscine vers l'égout) à l'aide d'une « vanne six voies », par exemple. Le sable doit être renouvelé tous les cinq ans environ pour garder son pouvoir de filtration. Le verre et les matériaux de filtration avancé (MFA) sont de plus en plus souvent utilisés à la place du sable. Ils apportent une amélioration des performances de filtration du point de vue de sa finesse. Ces MFA permettent également une meilleure circulation de l'eau dans l'ensemble du filtre et donc un meilleur fonctionnement du système de filtration.
Filtres à osmose inverse L’osmose inverse est un système de purification de l'eau contenant des matières en solution par un système de filtrage très fin qui ne laisse passer que les particules dont la taille est inférieure ou égale à celle d'une molécule d'eau.
Filtres au charbon actif Systèmes de filtration utilisés dans les carafes filtrantes ou porte filtre de taille 5, 7, 9-3/4 et 20 (5 et 10 μm) pour éliminer l'odeur et le goût et certains pesticides.
'Filtre à PolyphosphateLe polyphosphate permet de supprimer les effets néfastes du calcaire sur une installation à domicile. ( Attention bien qu'il ne soit pas déclaré       comme nocif pour la santé, il n'est pas conseillé de boire de l'eau contenant du polyphosphate).
Filtres à résineSystème de filtration à base de résine ionisée utilisé dans certaines carafes filtrantes qui peut retenir certains contaminants, des métaux lourds tels que le plomb, des métalloïdes tels que l'arsenic à des minéraux tels que le calcaire.
Filtre open source imprimé en 3DMauricio Cordova, ayant constaté que d'anciens brevets de certains filtres à eau efficaces sont tombés dans le domaine public, a eu l'idée de les adapter aux bouteilles. Après avoir été soutenu par le camp d'innovation POC21 pour améliorer son prototype, il propose une gamme de petit filtre à charbon actif et membranes à fibres de polypropylène creuses (capables de filtrer les particules jusqu'à 0,2 micron, éliminant les bactéries) à 1 € pièce s'il est fabriqué en série. Selon M Cordova, le dispositif répond à la norme de l'Agence américaine de protection de l'environnement sur l'élimination des bactéries et virus. Les modèles sont disponibles sous licence ouverte, librement copiable et améliorable donc. En 2019, dans le cadre de son projet baptisé Faircap, il propose de lancer un financement participatif pour que des particuliers de pays riches puissent offrir des filtres à des familles de pays pauvres.